# Conservatoir beslag
In het Nederlands recht is een conservatoir beslag een beslaglegging op (een deel van) het vermogen van een schuldenaar ter verzekering van de betaling van een onbetaald gebleven vordering nog voordat de rechter uitspraak heeft gedaan over de juistheid van die vordering. De toestemming tot het leggen van dit beslag moet door een advocaat namens de schuldeiser aan de beslagrechter, ook wel "voorzieningenrechter", worden gevraagd. Door het leggen van het beslag ontstaat meer zekerheid dat het beslagen vermogen na de veroordeling van de schuldenaar door de rechter nog ter beschikking staat. De voorzieningenrechter is in Nederland over het algemeen snel geneigd toestemming voor het beslag te verlenen en dat zelfs zonder dat de schuldenaar van het verzoek op de hoogte is of daarover wordt gehoord. 
Bij het verzoek voor een conservatoir beslag onder de werkgever op iemands loon (loonbeslag) moet de schuldenaar zelf wel worden gehoord. De rechter betrekt in zijn beslissing het inkomen en vermogen en de beslagvrije voet. De beslagvrije voet is het minimuminkomen dat aan de schuldenaar ter beschikking blijft om de meest elementaire zaken, zoals eten, kleding en huur te kunnen bekostigen en dat niet voor beslag vatbaar is.
Hoewel het eenvoudig is om een conservatoir beslag te leggen is het niet zonder risico. Als de vordering waarvoor het beslag is gelegd uiteindelijk wordt afgewezen is de beslaglegger aansprakelijk voor de schade die de wederpartij heeft geleden ten gevolge van het beslag. 
Conservatoir beslag wordt vaak gebruikt om een minnelijke regeling te forceren. Als de schuldenaar door het beslag ernstig wordt gehinderd, bijvoorbeeld door het beslag op een bankrekening, zal de schuldenaar sneller bereid zijn om tezamen met de schuldeiser buiten de rechter om naar een oplossing te zoeken.
Het conservatoir beslag verschilt van het zogenaamde executoriaal beslag. Executoriaal beslag is een beslag dat altijd gelegd mag worden op basis van het vonnis waarin de schuldenaar tot betaling is veroordeeld. Het executoriaal beslag Is de opmaat naar de openbare verkoop van het beslagen vermogen, indien de schuldenaar niet vrijwillig aan het vonnis voldoet.